# امیرالادبا
سیدجعفر امیری ملقب به امیر الادباء از خوشنویسان معاصر است که نوشتن خطوط نسخ و نستعلیق و شکسته مهارتی تام داشت و بخط او کتاب‌های زیادی چاپی و خطی باقی مانده‌است
وی که مردی ادیب و شاعر و پارسا بود بi موسیقی نیز آشناdی داشت. دوران زندگیش در خدمت فرهنگی و آموزشی گذشت 
وی در سال ۱۳۲۵ در سن ۷۰ سالگی در تهران وفات یافت.